# Highjump

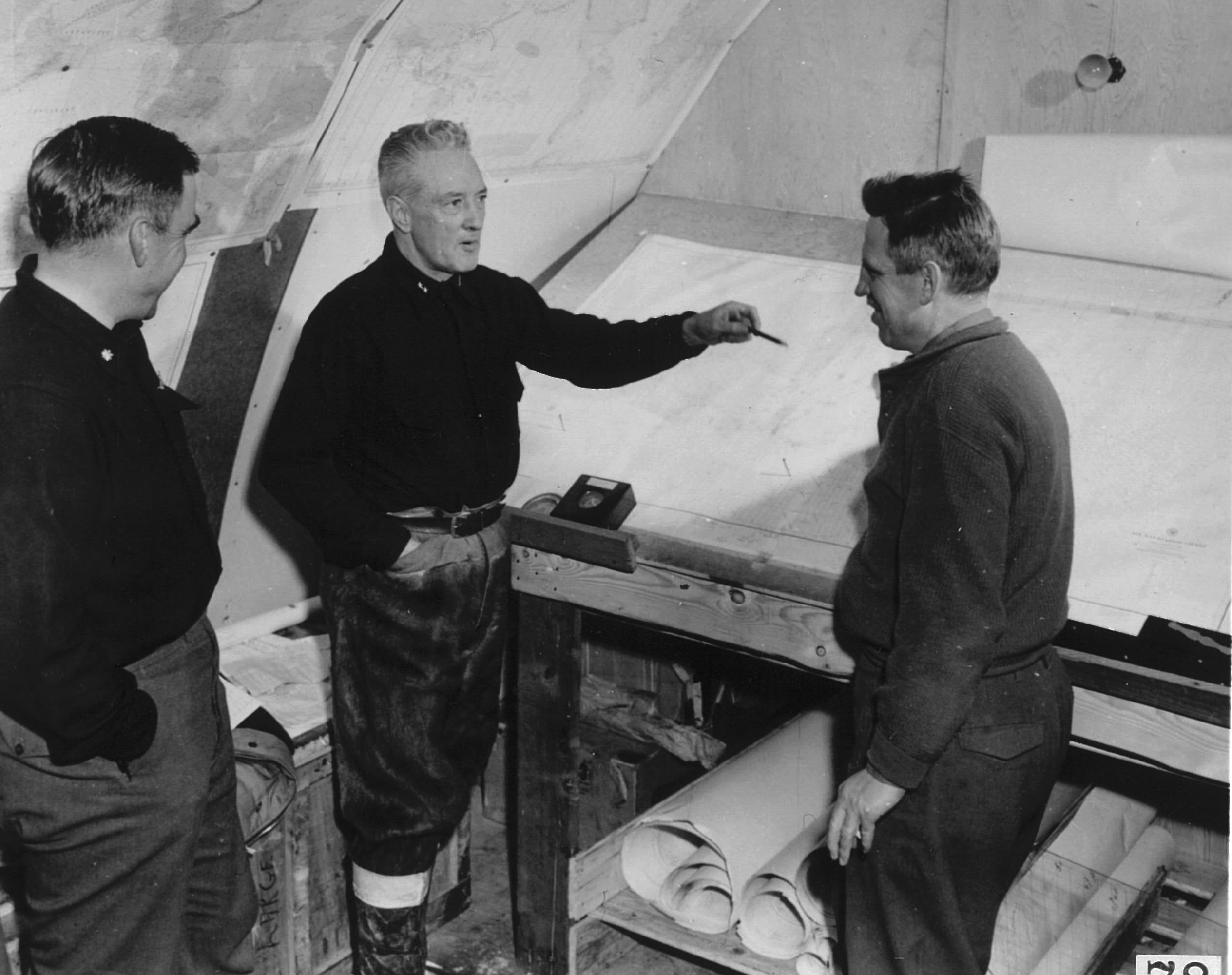
Ричард Бэрд (в центре) на антарктической станции «Литтл-Америка IV»

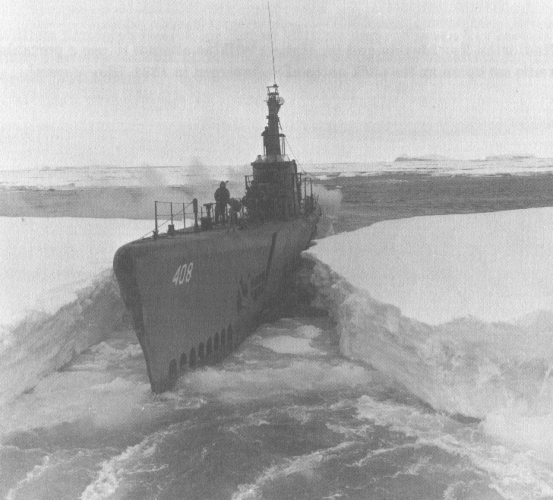
Подводная лодка SS-408 «Сеннет» во время операции «Highjump»

Операция «Highjump» (хайджамп, «высокий прыжок»), сокращённо OpHjp, официальное название Программа ВМС США по освоению Антарктики, 1946—1947 (англ. The United States Navy Antarctic Developments Program, 1946—1947), — американская антарктическая экспедиция, организованная ВМС США в 1946 году в целях исследования Антарктиды. Руководителем экспедиции был контр-адмирал в отставке Ричард Бэрд, командование «Оперативным соединением 68» осуществлял контр-адмирал Ричард Крузен.
Операция началась 26 августа 1946 года и закончилась в конце февраля 1947 года, на шесть месяцев раньше планового срока, из-за раннего прихода антарктической зимы (по официальной версии).
В состав «Оперативного соединения 68» входили 4700 человек, 13 кораблей и 33 самолёта. Основной научной целью экспедиции было основание антарктической исследовательской станции «Литл-Америка IV».

## Экспедиция

### Цели
Согласно отчёту ВМС США, целью экспедиции были:
1. Тренировка персонала и тестирование оборудования в условиях антарктического холода;
2. Объявление суверенитета США над практически достижимыми территориями Антарктиды (официально эта цель отрицалась даже после окончания экспедиции);
3. Выяснение осуществимости основания, поддержания и использования антарктических станций и исследование пригодных для этого территорий;
4. Разработка технологий основания, поддержания и использования антарктических станций на ледяном щите с особым вниманием к дальнейшему применению этих технологий во внутренних районах Гренландии;
5. Расширение знаний в области гидрографии, географии, геологии, метеорологии, распространения электромагнитных волн в Антарктике;
6. Продолжение исследований, начатых экспедицией «Nanook»[en] в Гренландии.

### Состав экспедиции
В состав Оперативного соединения 68 входили 4700 человек, 13 кораблей и несколько самолётов.
Восточная группа (Оперативная группа 68.3)
Капитан Дж. Дуфек
- База гидросамолётов AV-12 «Пайн-Айленд», капитан Г. Колдуэлл (Henry H. Caldwel)
- Эсминец DD-868 «Браунсон», командер Г. Гимбер (H.M.S. Gimber)
- Танкер AO-99 «Канистео», капитан Э. Уолкер (Edward K. Walker)

Западная группа (Оперативная группа 68.1)
Капитан Ч. Бонд (Charles A. Bond)
- База гидросамолётов AV-7 «Курритак», капитан Дж. Кларк (John E. Clark)
- Эсминец DD-785 «Гендерсон», капитан К. Бейли (C.F. Bailey)
- Танкер AO-52 «Какапон», капитан Р. Митчелл (R.A. Mitchell)

Центральная группа (Оперативная группа 68.2)
Контр-адмирал Р. Крузен
- Флагманский корабль AGC-8 «Маунт-Олимпус», капитан Р. Мур (R.R. Moore)
- Судно снабжения AKA-93 «Янси», капитан Дж. Кон (J.E. Cohn)
- Судно снабжения AKA-97 «Меррик», капитан Дж. Хурихэн (John J. Hourihan)
- Подводная лодка SS-408 «Сеннет», командер Дж. Айзенхауэр (Joseph B. Icenhower)
- Ледокол AG-88 «Бартон-Айленд», командер Дж. Кетчум (Gerald L. Ketchum)
- Ледокол WAG-282 «Нортвинд», капитан Ч. Томас

Авианосная группа (Оперативная группа 68.4)
Контр-адмирал отставке Р. Бэрд (руководитель)
- Авианосец CV-47 «Филиппин Си», капитан Д. Корнуэлл (Delbert S. Cornwell)

Базовая группа (Оперативная группа 68.5)
Капитан К. Кемпбелл (Clifford M. Campbell)
- База Литл-Америка IV.

### Хронология
12 декабря 1946 года Западная группа достигла Маркизских островов, где эсминец «Гендерсон» и танкер «Какапон» установили метеорологические станции. 24 декабря с базы гидросамолётов «Курритак» начали взлетать гидросамолёты для авиаразведки.
В конце декабря 1946 года Восточная группа достигла острова Петра I.
1 января 1947 года лейтенант-командер Томпсон и шеф-петти-офицер Диксон, используя маски «Джек Браун» и кислородные аппараты, совершили первое в истории США погружение в антарктических водах.

### Людские потери
30 декабря 1946 года Уэнделл Хендерсин (Wendell K. Hendersin), Фредерик Уильямс (Fredrick W. Williams) и Максвелл Лопес (Maxwell A. Lopez) погибли, когда их гидросамолёт PBM Mariner George 1 потерпел крушение во время бурана. Шесть выживших членов экипажа, включая радиста Джеймса Роббинса (James H. Robbins) и второго пилота Уильяма Кёрнза (William Kearns), были спасены спустя 13 дней. Позднее в память погибших была установлена мемориальная доска на станции Мак-Мердо.
В декабре 2004 года была совершена попытка найти останки самолёта. Усилия по возвращению тел погибших на родину продолжаются. В честь Максвелла Лопеса названа горная вершина Маунт-Лопес на острове Тарстон.
После 30 декабря 1946 года в результате «инцидента при разгрузке судна» погиб Вэнс Вудэл (Vance N. Woodall). Вахтенный Эдвард Бредсли записал в журнале, что матрос был раздавлен катком, предназначенным для трамбовки снега при создании взлётно-посадочной полосы.

### Результаты
Уильям Менстер, служивший капелланом экспедиции, стал первым священником, посетившим Антарктиду. Во время службы, проведённой в 1947 году, он освятил этот континент.
Центральная группа 15 января 1947 года прибыла в Китовую бухту, где построила на леднике временную взлётно-посадочную полосу и основала станцию «Литл-Америка IV».
Экспедиция вернулась в США в конце февраля 1947 года в связи с ранним наступлением антарктической зимы и ухудшением погодных условий.
Адмирал Бэрд на борту «Маунт-Олимпус» дал интервью Ли ван Атте (Lee van Atta) из International News Service, где рассказал об уроках экспедиции. Интервью опубликовано 5 марта 1947 года в чилийской газете «Меркурио». В нём он, в частности, сказал, что США должны приложить усилия по обеспечению защиты от нападения вражеской авиации из приполярных районов. Быстрота, с которой сокращаются расстояния в мире, является одним из уроков этой полярной экспедиции. Прошло время, когда большие расстояния, океаны и полюса гарантировали безопасность.
Вскоре после окончания операции была организована следующая экспедиция под названием «операция Windmill», которая провела аэрофотосъёмку тех же территорий Антарктиды. В 1948 году Финн Ронне финансировал частную экспедицию в этот район.
Как и во время других американских полярных экспедиций, заинтересованным лицам разрешалось присылать письма с вложенным внутрь конвертом. Конверты гасились штемпелем экспедиции и отсылались обратно адресанту.

## Теории заговора
Экспедиция адмирала Бэрда стала темой различных конспирологических теорий, которые объявляли экспедицию военной операцией ВМС США с целью уничтожения секретных подземных баз гитлеровской Германии (Четвёртый рейх) и захвата летающих тарелок «Vril», прототипов космических кораблей Туле с ртутным двигателем и прочего тайного оружия нацистов, которые якобы заключили оккультный союз с внеземным разумом.
По конспирологической версии говорилось, что экспедиция встретила жёсткое сопротивление противника. Были потеряны: как минимум один корабль, десятки людей, четыре боевых самолёта, ещё девять самолётов пришлось оставить как непригодные к использованию. Если верить прессе,[какой?] отважившиеся на воспоминания члены экипажей говорили о «выныривавших из-под воды» и атаковавших их «летающих дисках», о странных атмосферных явлениях, которые вызывали психические расстройства.
Этой теме посвящена серия романов Роберта Майера «Зона 51» (Area 51 series; 1997—2020), а также произведения других авторов. Экспедиция, в частности, упоминается в романе российских писателей Лазарчука и Успенского «Посмотри в глаза чудовищ».
Один из вариантов широко распространённого мифа гласит, что Адольф Гитлер не покончил жизнь самоубийством в 1945 году, а бежал в Аргентину, откуда затем перебрался на секретную антарктическую базу «Новая Швабия».